# Neocompsa habra
Neocompsa habra là một loài bọ cánh cứng trong họ Cerambycidae.